# Dendropogon fasciculatus
Dendropogon fasciculatus là một loài rêu trong họ Cryphaeaceae. Loài này được Duby A. Jaeger mô tả khoa học đầu tiên năm 1876.